# Споразумение на кметовете
Споразумението на кметовете или Конвент на кметовете (от англ. Covenant of Mayors) е европейска инициатива и движение с участие на местни и регионални органи за управление, ангажирали се доброволно с повишаването на енергийната ефективност и използването на възобновяеми енергийни източници на техните територии.
С този ангажимент подписалите Споразумението целят постигане целите на ЕС за намаляване на емисиите на CO2 с поне 20% до 2020 г. 
След приемането на законодателния пакет мерки в областта на климата и енергетиката през 2008 г., Европейската комисия стартира Споразумението на кметовете, за да подкрепи и подпомогне местната власт при прилагането на политиките за устойчива енергия.
Европейските институции обрисуват Споразумението на кметовете като пример за изключителен модел за управление на няколко нива – поради уникалните му характеристики, като единственото по рода си движение, включващо заинтересованите лица на местно и регионално ниво за изпълнението на целите на ЕС.

## Подписали Споразумението
Европейски местни органи за управление с различна големина – от малките селища до столиците и метрополиите – всички те са допустими да подпишат Споразумението на кметовете. В началото на май 2011 г. се присъединиха около 2600 градове, като по-голямата част от тях са разположени в рамките на ЕС, докато 28 са във Великобритания и два в Ирландия. Най-много градове-членове има в Италия (1092), Испания (844) и Франция (119). 
Градовете и останалите градски зони играят основна роля за ограничаване на въздействията вследствие климатичните промени, тъй като те консумират три четвърти от произведената енергия в ЕС и са отговорни за подобен дял от емисиите на CO2. Местните власти също са в идеална позиция, за да променят поведението на гражданите и да поставят въпросите по отношение на климата и енергията по един изчерпателен начин и по-специално чрез обединяване на обществения и частен интерес и интегрирането на въпросите за устойчивата енергия в целите за цялостно местно развитие.
Присъединяването към Споразумението на кметовете представлява възможност за местните власти за укрепване на разгърнатите усилия за намаляване на емисиите на CO2 на техните територии, възползване от европейската подкрепа и признание и обмяна на опит с европейските партньори.
Бургас, Варна, Добрич и Балчик са сред общините, които са подписали споразумението.

## Официални задължения
Обхватът на Споразумението на кметовете излиза извън рамките на обикновено изявление на намеренията.
Наистина, с оглед постигането на амбициозните цели за намаляване на CO2, които са си поставили, подписалите Споразумението се ангажират с поредица от стъпки и приемат да предоставят доклади и действията им да бъдат наблюдавани. В рамките на предварително определен времеви интервал те поемат официално да изпълнят следното:
- да развият адекватни административни структури, включително разпределение на достатъчно човешки ресурси, с оглед да предприемат съответните действия;
- да изготвят инвентаризация на базовите емисии;
- да представят план за действие за устойчива енергия в годината след официалното им присъединяване към инициативата на Споразумението на кметовете, като включат всички конкретни стъпки, водещи до поне 20% намаление на емисиите на CO2 до 2020 г.;
- да представят доклад за изпълнението всяка втора година след представянето на плана за действие за устойчива енергия за оценка, мониторинг и проверка.

За да отговорят на изключително важната необходимост от мобилизиране на местните заинтересовани страни за разработване на плановете за действие за устойчива енергия, подписалите се задължават също така:
- да обменят опит и ноу-хау с останалите местни органи за управление;
- да организират Местни дни на енергията, за да повишат осведомеността на гражданите по отношение на устойчивото развитие и енергийната ефективност;
- да присъстват или подкрепят годишната церемония на Споразумението на кметовете, тематичните семинари и срещите на дискусионните групи;
- да разпространяват посланието на Споразумението в подходяща форма и, в частност, да окуражават останалите кметове да се присъединят към Споразумението.

## Планове за действие за устойчива енергия
С оглед постигането на амбициозната цел на Европейския съюз по отношение на енергията и климата, подписалите Споразумението се ангажират да разработят план за действие за устойчива енергия в рамките на една година след присъединяването им към инициативата. Настоящият план за действие, одобрен от Общинския съвет, очертава предприетите от Подписалите дейности и мерки за изпълнение на ангажиментите им, със съответните времеви рамки и възложени отговорности.
Технически и методологични подкрепящи материали (включително ръководство за ПДУЕ и макета , доклади по съществуващи методологии, инструменти и др.) предлагат практическо ръководство и дават ясни препоръки по отношение на цялостния процес на разработване на ПДУЕ. Разработени в тясно сътрудничество със Съвместния изследователски център на Европейската комисия и базирани на практическия опит на местните органи за управление, тези подкрепящи материали предоставят на подписалите Споразумението ключовите принципи и ясен подход стъпка по стъпка. Всички документи могат да бъдат изтеглени от: www.eumayors.eu, секция „Библиотека“.

## Координация и поддръжка

### Координатори и поддържащи структури
Невинаги подписалите Споразумението притежават подходящите инструменти и ресурси за изготвяне на инвентаризация на базовите емисии, подготвяне на съответния план за действие за устойчива енергия и финансиране на тези действия на по-късен етап. В светлината на гореспоменатото провинциите, регионите, мрежите и обединяващите структури на общините играят важна роля в подпомагането на подписалите Споразумението за достойно спазване на поетите ангажименти.
Координаторите на Споразумението са публични органи за управление на различни нива (национални, регионални, областни), които предоставят стратегически насоки на подписалите Споразумението, както и финансова и техническа подкрепа за разработването на плана за действие за устойчива енергия. Комисията различава „Териториални координатори“ – които са поднационални децентрализирани органи за управление – включително провинциите, регионите и публичните обединения на общините и „Национални координатори“, които са национални публични органи, включително националните енергийни агенции и министерствата на енергетиката.
Поддържащите структури на Споразумението са европейски, национални и регионални мрежи на местната власт, които обединяват дейностите си за лобиране, комуникация и работа в мрежа за насърчаване инициативата на Споразумението на кметовете и подкрепят ангажиментите на тези, които са го подписали.

### Бюро на споразумението на кметовете
Бюрото на споразумението на кметовете (CoMO) ежедневно предоставя насърчителна, техническа и административна подкрепа на подписалите Споразумението. Бюрото се управлява от консорциум от мрежи на местните и регионални власти, ръководен от Energy Cities и съставени от CEMR, Climate Alliance, Eurocities и FEDARENE. Бюрото се финансира от Европейската комисия и отговаря за цялостната координация на инициативата.

### Институции на Европейския съюз
С оглед предоставяне подкрепа на подписалите Споразумението по отношение на разработването и прилагането на плановете за действие за устойчива енергия, Европейската комисия допринесе за развитието на финансовите механизми, в частност насочени към подписалите Споразумението на кметовете. Сред тях са Европейско подпомагане в областта на енергетиката на местно равнище (ЕЛЕНА) - механизъм, създаден в сътрудничество с Европейската инвестиционна банка, за мащабни проекти и ЕЛЕНА-KfW, създаден в партньорство с германската група KfW, който предлага допълнителен подход за мобилизиране устойчивите инвестиции на малките и средните общини.
Успоредно с Европейската комисия, Споразумението на кметовете се ползва от пълна институционална подкрепа, включително от Комитета на регионите, който поддържа инициативата от момента на нейното създаване; на Европейския парламент, където са проведени две церемонии по подписване; и Европейската инвестиционна банка, която подкрепя местните власти в разгръщането на инвестиционния им потенциал.

### Съвместен изследователски център
Съвместният изследователски център на Европейската комисия е структура, отговорна за предоставянето на техническа и научна подкрепа за инициативата. Тя работи в тясно сътрудничество със Споразумението на кметовете, с оглед предоставяне на подписалите Споразумението на ясни технически насоки и макети, с цел подпомагане изпълнението на поетите от Споразумението на кметовете ангажименти, както и за мониторинг на резултатите и приложението им.